# Safiya Noble
Safiya Umoja Noble es profesora asociada en UCLA y miembro visatante de la Escuela de Comunicación Annenberg, Universidad del Sur de California. Es autora de Algorithms of Oppression, y coeditora de dos volúmenes: Internet Interseccional: Raza, Sexo, Clase y Cultura y Emociones, Tecnología y Diseño . 

## Primeros momentos y educación
Noble creció en Fresno, California, donde asistió a la Escuela de Artes Roosevelt . Continuó sus estudios de Sociología en la Universidad Estatal de California, Fresno, con un enfoque en estudios afroamericanos y étnicos. Mientras estaba en Fresno State, Noble estuvo involucrada con la "escena política del campus", protestando contra el apartheid y haciendo campaña por la igualdad racial y de género. Fue miembro de Estudiantes Asociados, Inc. y de la Asociación de Estudiantes del Estado de California. Después de graduarse, Noble trabajó durante más de una década en marketing multicultural, publicidad y relaciones públicas.
Noble asistió a la Universidad de Illinois en Urbana – Champaign para estudios de posgrado, donde obtuvo una maestría y un doctorado en biblioteconomía y ciencias de la información . Su disertación de 2012, "Buscando chicas negras: viejas tradiciones en los nuevos medios", consideró cómo se manifiestan el género y la raza en las plataformas tecnológicas.

## Carrera
Noble fue nombrada profesora asistente en la Universidad de Illinois en Urbana – Champaign en el Departamento de Estudios Afroamericanos, el Departamento de Medios y Estudios de Cine y el Instituto para la Investigación de la Comunicación. Noble se unió a la Universidad de California, Departamento de Estudios de Información de Los Ángeles en 2014. Fue galardonada con el Premio a la Carrera Temprana de la Universidad de California, Los Ángeles en 2016. El mismo año fue nombrada becaria Hellman para investigar en un sistema de índice de información pública no comercial. Noble recibió un puesto en UCLA y fue promovida a profesora asociada en 2018.
Noble se unió a la Universidad del Sur de California en 2017 como profesor asistente visitante. En la USC, se centra en las preocupaciones políticas y de derechos humanos y civiles de las plataformas de medios digitales, que incluyen la integración de estos temas en STEM y la educación en ingeniería.
En 2019, ella se incorpora al Oxford Internet Institute como investigadora principal (profesora asociada) en la Universidad de Oxford en el Reino Unido.

## Investigación
La investigación de Noble se centra en el género, la tecnología y la cultura, y cómo influyen en el diseño y el uso de Internet. Su trabajo ha aparecido en publicaciones académicas y medios de comunicación populares como Time and Bitch . En 2016, Noble editó Emotions, Technology & Design y The Intersectional Internet: Race, Sex, Culture and Class en línea. Es la coeditora de la sección Comentario y crítica del Journal of Feminist Media Studies. Es miembro de varias revistas académicas y consejos asesores, entre ellos, Taboo: The Journal of Culture and Education y Journal of Critical Library and Information Studies .

### Algoritmos de opresión
El primer libro de Noble, Algorithms of Oppression, fue publicado por NYU Press en 2018. Considera cómo el sesgo en contra de las personas de color está incrustado en los motores de búsqueda supuestamente neutros. Explora cómo Internet genera y mantiene el racismo, especialmente la antinegritud. En ella, Noble está muy preocupada por ver las formas en que la comunidad negra se comercializa en poderosas empresas tecnológicas. Ella se enfoca en la compañía monopolista Google y en la información de su algoritmo de "caja negra". Esta idea es que cuando introduces algo en el motor de búsqueda, obtienes un resultado, pero no sabes cómo se hicieron los resultados. El trabajo de Noble llama la atención y espera concienciar a este sistema de que muchas personas que están sistemáticamente marginadas no tienen opinión. Su esperanza es acabar con la injusticia social y cambiar las percepciones de las personas marginadas en la tecnología. Fue expuesto en el Fotomuseo de Zúrich. Ha dado varias charlas y entrevistas sobre Algoritmos de Opresión .

## Seleccionar publicaciones
- Noble, Safiya Umoja (2018). Algorithms of oppression: how search engines reinforce racism (en inglés). New York: New York University Press. ISBN 9781479837243.  Noble, Safiya Umoja (2018). Algorithms of oppression: how search engines reinforce racism (en inglés). New York: New York University Press. ISBN 9781479837243.  Noble, Safiya Umoja (2018). Algorithms of oppression: how search engines reinforce racism (en inglés). New York: New York University Press. ISBN 9781479837243.
- Noble, Safiya U.; Austin, Jeanie; Sweeney, Miriam E.; McKeever, Lucas; Sullivan, Elizabeth (2013). «Changing Course: Collaborative Reflections of Teaching/Taking "Race, Gender, and Sexuality in the Information Professions"». Journal of Education for Library and Information Science (en inglés) 55 (3): 212-222. ISSN 0748-5786.
- Noble, Safiya U. (15 de enero de 2017). «Google and the Misinformed Public». The Chronicle of Higher Education. Consultado el 6 de febrero de 2019.

### Volúmenes editados
- Noble, Safiya Umoja, ed. (2016). The Intersectional Internet Race, Sex, Class, and Culture Online (en inglés). New York: Peter Lang. ISBN 9781433130014.  Noble, Safiya Umoja, ed. (2016). The Intersectional Internet Race, Sex, Class, and Culture Online (en inglés). New York: Peter Lang. ISBN 9781433130014.  Noble, Safiya Umoja, ed. (2016). The Intersectional Internet Race, Sex, Class, and Culture Online (en inglés). New York: Peter Lang. ISBN 9781433130014.
- Tettegah, Sharon Y, ed. (2016). Emotions, technology, and design (en inglés). Amsterdam Academic Press. ISBN 9780128018729.  Tettegah, Sharon Y, ed. (2016). Emotions, technology, and design (en inglés). Amsterdam Academic Press. ISBN 9780128018729.  Tettegah, Sharon Y, ed. (2016). Emotions, technology, and design (en inglés). Amsterdam Academic Press. ISBN 9780128018729.